# 天城ドーム
天城ドーム（あまぎドーム）は静岡県伊豆市上船原にある多目的スポーツ施設。愛称は、BIG-SUN(ビッグサン)。
天城ふるさと広場の施設の一つで、伊豆東部火山群の一つである船原火山の溶岩流上に位置する。
ソフトボールの日本代表チームの強化合宿に頻繁に使われるなど、静岡県のソフトボールのメッカ的役割を持っているほか、テニス、フットサルなどの各種球技に幅広く使われている。屋根は開閉式。人工芝は砂入りのものが採用されている。